# Histoire du pays de Galles
Le pays de Galles est habité depuis au moins 29 000 ans par l’Homo sapiens et depuis 230 000 ans par des hommes de Néanderthal. Les lieux ont été habités continuellement depuis la dernière glaciation vers 9000 av. J.-C. On y trouve plusieurs témoignages du Néolithique, surtout des tombes, ainsi que de l’âge du bronze et de l’âge du fer. L’histoire écrite commence avec les Romains qui lancent une campagne contre les Deceangli en 48.

## Préhistoire
La plus ancienne trace d'une présence humaine au pays de Galles a été trouvée dans le Nord du pays, dans le comté du Denbighshire. Des dents appartenant à un individu du Néandertal ont été trouvés dans la grotte de Bontnewydd (en) et pourraient dater de 230 000 ans. Le propriétaire de cette mâchoire serait un enfant de 8 ans. Avec cette découverte, d'autres éléments ont été trouvés, comme des os d'animaux et des outils de pierre. Pourtant, on ne peut parler d'un peuplement généralisé du pays de Galles à cette période. Des périodes glaciaires qui suivent cette période pourraient même avoir totalement désertifié la région. Il faut attendre plus de 200 000 ans pour être assuré d'une présence humaine conséquente en Galles. Sur la péninsule de Gower, en 1823 et 1912, des découvertes de restes humains ont été mis au jour dans la grotte de Paviland. Ils ont été datés de 24 000 av. J.-C. et consistent en ossements rougis à l'ocre, au point de donner à la femme à qui appartenaient ces restes le surnom de « Dame rouge ». Le squelette a depuis lors été l'objet d'une étude poussée qui a indiqué qu'il appartenait en fait à un homme. Cette datation fait de ce squelette le plus ancien squelette retrouvé au Royaume-Uni.

### Mésolithique
En 2011, le docteur George Nash identifie des inscriptions figurant dans une caverne du Gower comme ce qui serait « le plus vieil exemple d'art rupestre de Grande-Bretagne. » Selon lui, elles sont l'œuvre de chasseurs-cueilleurs il y a environ 14 000 ans.

## Histoire indépendante
Les Romains ont établi quelques places fortes dans le sud du pays et dans sa partie occidentale, comme à Caerfyrddin/Carmarthen/Caernarfon (Moridunum). Ils ont également bâti la grande forteresse de Caerleon (Isca), où se trouve l'amphithéâtre le mieux préservé de Grande-Bretagne.
Les Saxons ont toujours échoué à conquérir le pays de Galles, tant en raison du terrain montagneux, que de la résistance galloise. L'un des rois saxons, Offa de Mercie finit par ériger un grand mur de terre, « Offa's Dyke », à la frontière de son pays, pour délimiter la partie de la région du Powys qu'il venait de conquérir. Certains vestiges de cette construction sont encore visibles. Les Normands finissent par dominer le pays, mais cette domination fut plus progressive que la conquête de l'Angleterre par Guillaume le Conquérant en 1066. Commencée par les Saxons, au VIe siècle, la tentative de conquête du pays de Galles ne s'acheva qu'en 1282 sur un champ de bataille, avec la victoire d'Édouard Ier sur Llywelyn le Dernier, dernier prince gallois. Pour asseoir sa domination, Édouard bâtit dans la région plusieurs grands châteaux, dont ceux de Caernarfon, de Conwy et d'Harlech.
L'usage de la langue vernaculaire langues celtiques, le gallois, s'est maintenu comme en Irlande, alors même qu'en Angleterre et en Écosse, l'usage des langues celtiques s'est perdu ou a largement diminué.
Le mot anglais pour désigner ce pays, Wales, est issu du mot germanique Walh qui se traduit par « parlant une langue celtique (ou latine) » (alors que le mot gallois signifie « compatriote » [réf. nécessaire]). On retrouve des traces de ce terme dans d'autres langues et dans d'autres régions où les populations germaniques avaient pour habitude de désigner par ce terme les populations parlant une langue celtique ou romane (Wallons, Welche…).

## La conquête du pays de Galles

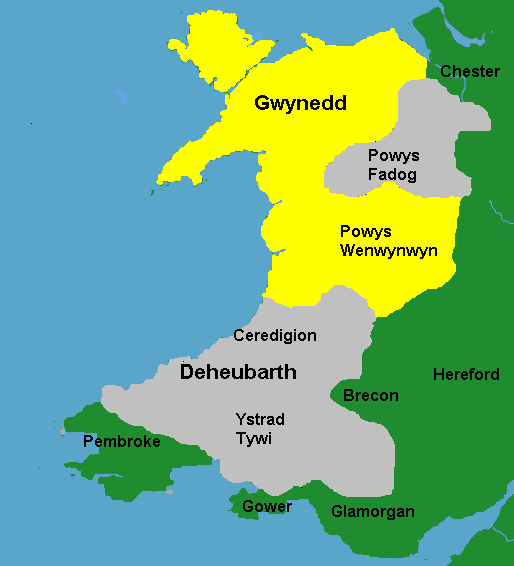
Le pays de Galles vers 1217 :
Sous contrôle direct de Llywelyn
Sous contrôle des clients de Llywelyn
Seigneuries anglo-normandes

À l'époque médiévale, le pays de Galles est divisé en plusieurs royaumes indépendants gouvernés par des princes locaux. Les Normands, qui envahissent l'Angleterre au XIe siècle, ne laissent pas le pays de Galles de côté et commencent rapidement à fonder des seigneuries dans la partie orientale du pays. En réaction, les Gallois, qui contrôlent encore le Nord et l'Ouest du pays de Galles, s'unissent autour de chefs comme Llywelyn le Grand qui s'est lui-même décrit comme « prince du Nord du pays de Galles » (prince of all North Wales) en 1199.
En 1282, le roi Édouard Ier d'Angleterre (1272-1307) conquiert les dernières principautés indépendantes galloises, au nord et à l'ouest du pays (un territoire qui correspond aujourd'hui aux comtés d'Anglesey, Caernarfonshire, Merionethshire, Ceredigion et Carmarthenshire). Deux ans plus tard, le statut de Rhuddlan établit officiellement la domination d'Édouard sur le pays de Galles. La partie septentrionale du pays de Galles, l'ancien royaume du roi Llywelyn ap Gruffydd, devient une principauté. Pour apaiser les Gallois, Édouard Ier nomme son fils (le futur Édouard II, né au pays de Galles) « prince de Galles » le 7 février 1301. Le pays de Galles prend le statut d'une principauté, qu'il a tenu officiellement entre 1284 et 1536. De cette époque remonte la tradition consistant à appeler « prince de Galles » l'héritier du trône britannique.
Entre 1284 et 1536, le roi d'Angleterre n'a qu'un contrôle indirect sur la principauté, les « lords » des marches (souverains sur des seigneuries à l'est et au sud du pays de Galles) sont indépendants du contrôle direct de la couronne. Le pouvoir des seigneurs des marches prend fin en 1535 quand l'union politique et administrative entre l'Angleterre et le pays de Galles est accomplie. L'Acte d'Union (Laws in Wales Act), sous Henri VIII, annexe le pays de Galles à l'Angleterre. Les marches galloises sont divisées dans les comtés de Brecon, Denbigh, Monmouth, Montgomery et Radnor, certaines parties sont ajoutées à Gloucester, Hereford et Salop (dans les lois successives de 1542, Monmouthshire n'est pas mentionné, ce qui lui a donné un statut ambigu entre l'Angleterre et le pays de Galles). Le système juridique gallois est définitivement aboli, et remplacé par la common law ; la langue galloise est bannie de tous les documents officiels. Les comtés du pays de Galles sont désormais représentés au Parlement anglais.